# ناحية سيمينه

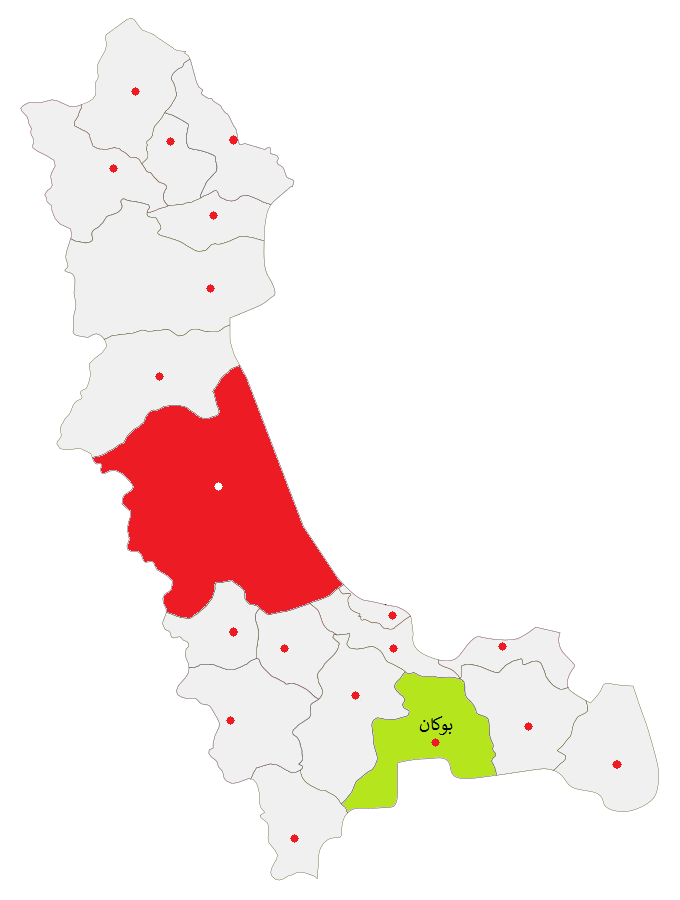

ناحية سيمينه (بالفارسية: بخش سیمینه) هي ناحية في مقاطعة بوكان، محافظة أذربيجان الغربية، إيران. حسب إحصاء 2016، عدد سكان الناحية 26672 فردا في 8149 عائلة. بالناحية مدينة واحدة هي سيمينه، وبها 3 مناطق ريفية هي قسم أختاتشي محالي الريفي وقسم أختاتشي الشرقي الريفي وقسم بهي دهبکري الريفي.